# 佩尔谢德
佩尔谢德（法語：Perchède，法語發音：[pɛʁʃɛd]）是法国热尔省的一个市镇，属于孔东区。

## 地理
佩尔谢德（43°46'36"N, 0°8'14"W）面积5.25 平方千米，位于法国奧克西塔尼大區热尔省，该省份为法国西南部内陆省份，北起顺时针与洛特-加龙省、塔恩-加龙省、上加龙省、上比利牛斯省、大西洋比利牛斯省和朗德省接壤。
与佩尔谢德接壤的市镇（或旧市镇、城区）包括：勒乌加、洛瑞藏、马尼昂、莫尔梅斯。
佩尔谢德的时区为UTC+01:00、UTC+02:00（夏令时）。

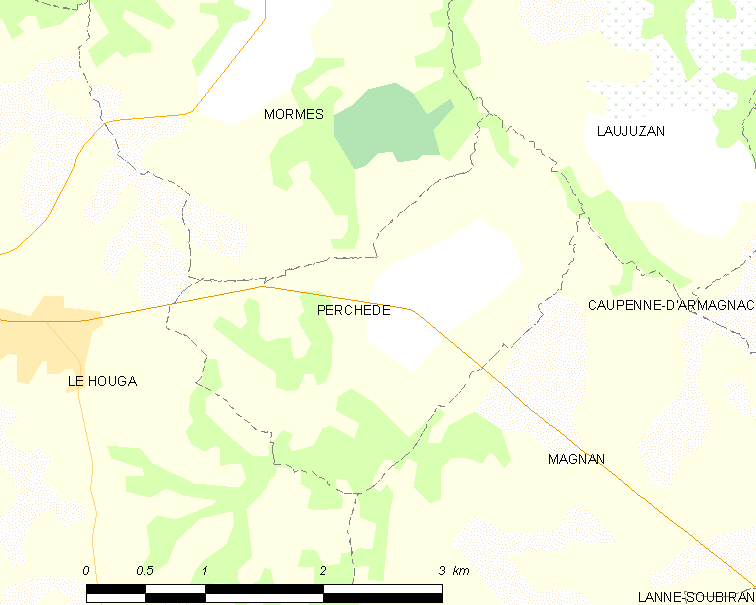
佩尔谢德的OSM定位图

## 行政
佩尔谢德的邮政编码为32460，INSEE市镇编码为32310。

## 政治
佩尔谢德所属的省级选区为大下阿马尼亚克县。

## 人口

1962-2008年间佩尔谢德人口变化图示

佩尔谢德于2022年1月1日时的人口数量为105人。